# الجمعية التاريخية الأمريكية
الجمعية التاريخية الأمريكية أو الجمعية الأمريكية التاريخية أو الرابطة التاريخية الأمريكية (بالإنجليزية: The American Historical Association (AHA))‏ هي أقدم جمعية مهنية للمؤرخين في الولايات المتحدة وأكبر منظمة من هذا النوع في العالم. تأسست عام 1884، لتوفير الريادة في مجال الانضباط من خلال حماية الحرية الأكاديمية، وتطوير المعايير المهنية، ودعم المنح الدراسية والتدريس المبتكر، والمساعدة في الحفاظ على عمل المؤرخين وتعزيزه، تنشر المجلة التاريخية الأمريكية أربع مرات في السنة، مع مقالات علمية ومراجعات للكتب. إيه أتش إيه "AHA" هي المنظمة الرئيسية للمؤرخين العاملين في الولايات المتحدة، في حين أن منظمة المؤرخين الأمريكيين هي المنظمة الرئيسية للمؤرخين الذين يدرسون ويدرّسون عن الولايات المتحدة. حصلت المجموعة على ميثاق من الكونجرس في عام 1889، وتم أنشأئها لتعزيز الدراسات التاريخية، وجمع المخطوطات التاريخية والحفاظ عليها، ولأغراض مماثلة لمصلحة التاريخ الأمريكي والتاريخ في أمريكا".

## الأنشطة الحالية
تعمل إيه أتش إيه مع المنظمات التاريخية الكبرى الأخرى كمدافع عام عن مجال التاريخ والمؤرخين، وتحدد الجمعية السلوك الأخلاقي وأفضل الممارسات، لا سيما من خلال «بيان معايير السلوك المهني».
تقوم الجمعية أيضًا بتطوير معايير الممارسة الجيدة في التدريس وكتب التاريخ المدرسية، تعمل بشكل عام للتأثير على سياسة التاريخ من خلال الائتلاف الوطني للتاريخ.

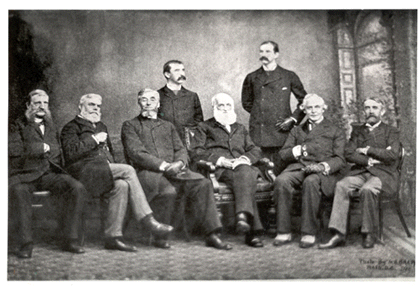
المسؤولون التنفيذيون للجمعية الأمريكية التاريخية في وقت تأسيس الجمعية من قبل الكونجرس، تم تصويرهم خلال اجتماعهم السنوي في 30 ديسمبر 1889، في واشنطن العاصمة ، جالسًا (من اليسار إلى اليمين) هم ويليام بول وجوستين وينسور وتشارلز كيندال آدامز (الرئيس)) ، جورج بانكروفت ، جون جاي ، وأندرو ديكسون وايت ، يقفون (من اليسار إلى اليمين) هم هربرت ب.آدامز وكلارنس وينثروب بوين.

## في البدايات المبكرة
كان القادة الأوائل للجمعية في الغالب من السادة الذين يتمتعون بالرفاهية والوسائل اللازمة لكتابة العديد من الأعمال التاريخية العظيمة في القرن التاسع عشر، مثل جورج بانكروفت وجاستن وينسور وجيمس فورد رودس ومع ذلك، وكما يشير جيمس جاي شيهان، الرئيس السابق للجمعية: «حاولت الجمعية دائمًا خدمة دوائر متعددة: المؤرشفون، أعضاء في الدولة والمؤرخون المحليون التاريخيون، والمدرسون، والمؤرخون الهواة، الذين نظروا إليها - ليس دائمًا نظرة النجاح أو الرضا – لتمثيلهم وتقديم الدعم لهم. وقد تركز معظم العمل المبكر للجمعية على تأسيس شعور مشترك بالهدف وجمع مواد البحث من خلال لجان المخطوطات التاريخية والمحفوظات العامة.»

## الرؤساء السابقون[16]
- أندرو ديكسون وايت (1884 ، 1885)
- جورج بانكروفت (1886)
- جاستن وينسور (1887)
- وليام فريدريك بول (1888)
- تشارلز كيندال آدامز (1889)
- جون جاي (1890)
- وليام ويرت هنري (1891)
- جيمس بوريل أنجيل (1892–1893)
- هنري بروكس آدمز (1893–1894)
- جورج فريسبي هور (1895)
- ريتشارد سالتر ستورز (1896)
- جيمس شولر (1897)
- جورج بارك فيشر (1898)
- جيمس فورد رودس (1899)
- إدوارد إغليستون (1900)
- تشارلز فرانسيس آدامز الابن (1901)
- ألفريد ثاير ماهان (1902)
- هنري تشارلز ليا (1903)
- جولدوين سميث (1904)
- جون باخ ماكماستر (1905)
- سيميون بالدوين (1906)
- فرانكلين جيمسون (1907)
- جورج بيرتون آدامز (1908)
- ألبرت بوشنيل هارت (1909)
- فريدريك جاكسون تورنر (1910)
- وليام ميليجان سلون (1911)
- ثيودور روزفلت (1912)
- وليام أ. دانينغ (1913)
- أندرو سي ماكلولين (1914)
- إتش مورس ستيفنز (1915)
- جورج لينكولن بور (1916)
- ورثينجتون سي فورد (1917)
- ويليام آر ثاير (1918-1919)
- إدوارد تشانينج (1920)
- جان جول جوسيران (1921)
- تشارلز هـ. هاسكينز (1922)
- إدوارد ب. تشيني (1923)
- وودرو ويلسون (1924، توفي قبل إتمام فترة ولايته)
- تشارلز إم أندروز (1924، 1925)
- دانا سي مونرو (1926)
- هنري أوزبورن تايلور (1927)
- جيمس إتش بريستيد (1928)
- جيمس هارفي روبنسون (1929)
- إيفارتس بوتيل جرين (1930)
- كارل لوتس بيكر (1931)
- هربرت يوجين بولتون (1932)
- تشارلز أ.بيرد (1933)
- وليام إي دود (1934)
- مايكل آي روستوفتسيف (1935)
- تشارلز ماكلوين (1936)
- جاي ستانتون فورد (1937)
- لورانس إم لارسون (1938)
- وليام سكوت فيرجسون (1939)
- ماكس فاراند (1940)
- جيمس ويستفول طومسون (1941)
- آرثر إم شليزنجر (1942)
- نيلي نيلسون (1943)
- وليام إل ويسترمان (1944)
- كارلتون جيه إتش هايز (1945)
- سيدني بي فاي (1946)
- توماس جيه ويرتينبيكر (1947)
- كينيث سكوت لاتوريت (1948)
- كونيرز ريد (1949)
- صمويل إي موريسون (1950)
- روبرت ليفينجستون شويلر (1951)
- جيمس جي راندال (1952)
- لويس جوتشالك (1953)
- ميرل كورتي (1954)
- لين ثورندايك (1955)
- دكستر بيركنز (1956)
- وليام لانجر (1957)
- والتر بريسكوت ويب (1958)
- ألان نيفينز (1959)
- برنادوت شميت (1960)
- صموئيل فلاج بيميس (1961)
- كارل بريدنبو (1962)
- كرين برينتون (1963)
- جوليان ب. بويد (1964)
- فريدريك سي لين (1965)
- روي ف.نيكولز (1966)
- حاجو هولبورن (1967)
- جون كيه فيربانك (1968)
- سي فان وودوارد (1969)
- آر آر بالمر (1970)
- ديفيد بوتر (1971، توفي قبل إتمام فترة ولايته)
- جوزيف ر.ستراير (1971)
- توماس سي كوكران (1972)
- لين تاونسند وايت جونيور (1973)
- لويس هانكي (1974)
- جوردون رايت (1975)
- ريتشارد بي موريس (1976)
- تشارلز جيبسون (1977)
- وليام ج. بوسمة (1978)
- جون هوب فرانكلين (1979)
- ديفيد إتش بينكني (1980)
- برنارد بايلين (1981)
- جوردون أ. كريج (1982)
- فيليب دي كيرتن (1983)
- آرثر إس لينك (1984)
- وليام إتش ماكنيل (1985)
- كارل إن ديجلر (1986)
- ناتالي زيمون ديفيس (1987)
- أكيرا إيري (1988)
- لويس آر هارلان (1989)
- ديفيد هيرليهي (1990)
- وليام إي ليوتشتنبرج (1991)
- فريدريك إي واكمان جونيور (1992)
- لويز إيه تيلي (1993)
- توماس سي هولت (1994)
- جون هـ.كواتسوورث (1995)
- كارولين ووكر بينوم (1996)
- جويس أبلبي (1997)
- جوزيف سي ميللر (1998)
- روبرت دارنتون (1999)
- إريك فونر (2000)
- وم. روجر لويس (2001)
- لين هانت (2002)
- جيمس م.مكفرسون (2003)
- جوناثان سبينس (2004)
- جيمس جيه شيهان (2005)
- ليندا ك. كيربر (2006)
- باربرا وينشتاين (2007)
- غابرييل إم شبيغل (2008)
- لوريل تاتشر أولريش (2009)
- باربرا ميتكالف (2010)
- أنتوني جرافتون (2011)
- وليام كرونون (2012)
- كينيث بوميرانز (2013)
- جان إي غولدشتاين (2014)
- فيكي إل رويز (2015)
- باتريك مانينغ (2016)
- تايلر ستوفال (2017)
- ماري بيث نورتون (2018)
- جي آر ماكنيل (2019)
- ماري ليندمان (2020)
- جاكلين جونز (2021)